# 어서 오세요, 우리 집에
《어서 오세요, 우리 집에》(일본어: ようこそ、わが家へ)는 이케이도 준의 소설이다.

## 등장인물

### 쿠라타가(家)
쿠라타 타이치
본 작품의 주인공. 올해 52세.
쿠라타 케이코
타이치의 아내. 크리스천.
쿠라타 켄타
타이치와 케이코의 장남. 사립 대학 2학년.
쿠라타 나나
타이치와 케이코의 장녀. 고교 3학년.

### 나카노 전자 부품
니시자와 세츠코
경리 담당. 싱글 마더.
마나세
영업부장. 55세.
히라이
영업부 과장. 40대.
에구치 히로키
배송과.

## 오디오 드라마
2014년 8월 31일부터 10월 5일까지, NHK 라디오 제1방송에서 전 6회로 방송되었다.

## 텔레비전 드라마
2015년 4월 13일부터 6월 15일까지 후지 TV 계열의 〈게츠쿠〉 시간대에서 방송되었다. 주연은 아이바 마사키.

### 캐스트

#### 주요 인물
쿠라타 켄타 (29) - 아이바 마사키 (어린 시절:호리코시 타이요)
주인공. 29세. 디자이너.
칸도리 아스카 (27) - 사와지리 에리카
여주인공. 타운지 기자.
쿠라타 나나 (21) - 아리무라 카스미
켄타의 여동생. 21세. 여대생.
쿠라타 케이코 (51) - 미나미 카호
켄타, 나나의 어머니. 51세.
쿠라타 타이치 (57) - 테라오 아키라
켄타, 나나의 아버지. 57세. 〈나카노 전자 부품〉 직원.

#### 주요 인물의 관계자

##### 켄타, 아스카의 관계자
카니에 (51) - 사토 지로
타운지 편집장.

##### 나나의 관계자
호바라 마리에 (21) - 아다치 리카
여대생. 나나의 친구.
츠지모토 마사키 (21) - 후지이 류세이 (쟈니즈WEST)
나나의 전 남자친구.

##### 케이코의 관계자
하토 세이지 (44) - 마시마 히데카즈
강사. 쿠라타 케이코를 좋아한다.
시모무라 타미코 (46) - 호리우치 케이코
명품족 주부. 케이코의 도예 교실 동료.

##### 타이치의 관계자

###### 나카노 전자 부품
니시자와 세츠코 (35) - 야마구치 사야카
총무부 계약 사원. 타이치의 부하.
마나세 히로키 (53) - 타케나카 나오토
영업부장.
모치카와 토오루 (47) - 콘도 요시마사
사장.
와카바 - 타나카 미레이
신인 OL.

###### 아오바 은행
야기 (57) - 타카다 쥰지
인사부장 대리.

### 스태프
- 원작 - 이케이도 준 《어서 오세요, 우리 집에》 (쇼가쿠칸 분코)
- 각본 - 쿠로이와 츠토무
- 연출 - 나카에 이사무, 타니무라 마사키, 아이자와 히데유키
- 주제가 - 아라시 〈푸른 하늘 아래, 너의 옆〉 (J Storm)
- 프로듀스 - 하토리 켄이치
- 제작 - 후지 TV

### 방송 일자
| 각 화                                                       | 방송일          | 부제 (서브 타이틀)                                     | 연출              | 시청률 |
| ----------------------------------------------------------- | --------------- | ------------------------------------------------------ | ----------------- | ------ |
| 제1화                                                       | 2015년 4월 13일 | 공포의 게임이 오늘 밤 시작된다                         | 나카에 이사무     | 13.0%  |
| 제2화                                                       | 4월 20일        | 혼미하는 범인상과 수수께끼의 동기                      | 나카에 이사무     | 11.4%  |
| 제3화                                                       | 4월 27일        | 마침내 붙잡은 스토커의 모습                            | 나카에 이사무     | 12.0%  |
| 제4화                                                       | 5월 4일         | 스토커 최접근!! 마침내 가족의 반격이 시작된다          | 타니무라 마사키   | 10.0%  |
| 제5화                                                       | 5월 11일        | 희생자 발생!! 최약의 히어로가 드디어 움직이기 시작한다 | 나카에 이사무     | 11.9%  |
| 제6화                                                       | 5월 18일        | 여동생은 절대로 지킨다! 비열한 스토커와 직접 대결!     | 타니무라 마사키   | 12.3%  |
| 제7화                                                       | 5월 25일        | 켄타를 찌른 건 누구? 마침내 범인의 정체가 명백히!      | 나카에 이사무     | 13.4%  |
| 제8화                                                       | 6월 1일         | 미안, 나는 엄마를 지키지 못했다…                       | 아이자와 히데유키 | 13.2%  |
| 제9화                                                       | 6월 8일         | 당신이 했군요. 절대로 놓치지 않으니까요                | 타니무라 마사키   | 12.8%  |
| 최종화                                                      | 6월 15일        | 공포의 나날의 종언! 모든 수수께끼의 답이 명확하게?     | 나카에 이사무     | 15.0%  |
| 평균 시청률 12.5% (시청률은 칸토 지구·비디오 리서치사 조사) |                 |                                                        |                   |        |

- 첫회·제2화·최종화는 15분 확대.

### 수상 경력
- 제85회 더 텔레비전 드라마 아카데미상[2]
  - 드라마송상 (아라시 〈푸른 하늘 아래, 너의 옆〉)
- 제25회 연간 드라마 대상 2015[3]
  - 작품상
  - 주연 남우상 (아이바 마사키)
  - 주제가상 (아라시 〈푸른 하늘 아래, 너의 옆〉)

| 후지 TV 월요일 밤 9시 드라마                         | 후지 TV 월요일 밤 9시 드라마                   | 후지 TV 월요일 밤 9시 드라마          |
| 이전 작품                                            | 작품명                                         | 다음 작품                             |
| ---------------------------------------------------- | ---------------------------------------------- | ------------------------------------- |
| 데이트~사랑이란 어떤 것일까~ (2015.1.19 ~ 2015.3.23) | 어서 오세요, 우리 집에 (2015.4.13 ~ 2015.6.15) | 사랑하는 사이 (2015.7.20 ~ 2015.9.14) |